# آ گواردا
آ گواردا (به اسپانیایی: A Guarda) یک شهرستان در اسپانیا با جمعیت ۱۰٬۴۵۳ نفر است که در استان پنتبدرا واقع شده‌است.